# Spinozaver
Spinozaver (znanstveno ime Spinosaurus) je rod velikih plenilskih teropodov, ki so živeli v današnji Severni Afriki od zgodnje pa vse do pozne krede. Fosilne ostanke tega dinozavra so prvič našli leta 1912 v Egiptu, opisal jih je nemški paleontolog Ernst Stromer tri leta kasneje. Originalni fosilni ostanki so bili uničeni in izgubljeni v drugi svetovni vojni, v začetku 21. stoletja pa je bilo odkritih več novih fosilov, prav tako v Severni Afriki.
Nekateri raziskovalci v tem rodu priznavajo dve vrsti, S. aegyptiacus in S. maroccanus, drugi so mnenja, da je bila do zdaj najdena le ena vrsta (S. aegyptiacus), ki ji pripadajo tudi fosilni ostanki iz Maroka, najdeni nekaj let kasneje. Rodova Sigilmassasaurus in Oxalaia del paleontologov obravnava kot sinonim vrste S. aegyptiacus.
Spinozaver spada med največje znane mesojede dinozavre; po podatkih iz leta 2018 naj bi bil dolg od 15 do 16 metrov in težak od 7,1 do 8,3 tone, kar ga uvršča v kategorijo, v katero spadajo teropodi rodov Tyrannosaurus, Giganotosaurus in Carcharodontosaurus. Njegova lobanja je bila podolgovata, ozka in na pogled podobna lobanjam krokodilov, s katerimi si je prav tako delil ravne zobe stožčaste oblike. Imel je razmeroma velike in robustne prednje okončine, na katerih so bili trije prsti in en povečan krempelj. Rod Spinosaurus je prepoznaven po povečanih hrbtnih vretencih, ki so gradila strukturo jadra in so bila najverjetneje med seboj povezana s kožo. Jadro je morda uporabljal tudi kot sredstvo za uravnavanje telesne temperature ali za razkazovanje pred tekmeci in samicami. Njegove noge so bile precej kratke, kar je posledica specifičnega življenjskega sloga, ki je vključeval lov v vodi in tako potrebo po zmanjšanem uporu med plavanjem. Raziskave, objavljene v aprilu leta 2020, kažejo, da je imel tudi njegov rep podaljšana vretenca in je tako zgledal kot rep modernih močeradov ter krokodilov, služil pa naj bi poganjanju med plavanjem. Del strokovnjakov se z modelom spinozavra kot aktivnega vodnega plenilca ne strinja, v študiji, objavljeni januarja leta 2021 pa način lova tega dinozavra primerjajo s štorkljami in čapljami, ki stojijo na bregu ali v nizki vodi in plenijo mimoidoče ribe.
Teropodova prehrana je temeljila na različnih vrstah rib, lovil naj bi tudi na kopnem. Živel je v vlažnih habitatih, kjer so prebivali številni drugi dinozavri, ribe, kuščarji, pterozavri, pleziozavri in pripadniki redov nadreda Crocodylomorpha.

## Odkritje in poimenovanje
Za zdaj sta bili poimenovani samo dve vrsti rodu Spinosaurus: Spinosaurus aegyptiacus in večinoma nepriznana Spinosaurus maroccanus. Rodovno ime, Spinosaurus, se nanaša na izrazito podaljšana hrbtenična vretenca.
Prvi opisani fosili so bili najdeni v začetku 20. stoletja. Leta 1912 je Richard Markgraf v zahodnem Egiptu odkril del okostja velikega teropoda. Tri leta kasneje je vrsto opisal in poimenoval nemški paleontolog Ernst Stromer.
Vrsto S. maroccanus je leta 1996 opisal kanadski paleontolog Dale Russell, pri čemer se je skliceval na dolžino vratnih vretenc najdenega okostja, ki se je razlikovala od dolžine pri prvotno opisani vrsti spinozavra. Danes je priznana le prva vrsta, saj naj bi po mnenju mnogih strokovnjakov dolžina vratnih vretenc pri posameznih osebkih variirala in to ne predstavlja zadostnega dokaza za novo vrsto. Dodatne raziskave otežuje dejstvo, da so bili fosilni ostanki tipskega primerka uničeni v drugi svetovni vojni in tako natančna primerjava ni mogoča.

## Taksonomija in filogenija
Rod Spinosaurus spada v družino spinozavridov, Spinosauridae, ki vsebuje dve poddružini: Baryonychinae in Spinosaurinae. V prvo izmed navedenih poddružin spadata rodova Baryonyx iz južne Anglije in Suchomimus iz Nigerije v Srednji Afriki. Poddružina Spinosaurinae združuje rodove Spinosaurus, Sigilmassasaurus, Oxalaia, Siamosaurus, Ichthyovenator in Irritator iz Brazilije ter Angaturama, ki ga del paleontologov označuje za sinonim rodu Irritator. Razlikovanje med poddružinama v glavnem temelji na razmikih med zobmi, ki so pri vrstah poddružine Spinosaurinae večji, zob pa je posledično na vsaki strani manj.

### Kladogrami
Marcos Sales, Cesar Schultz in sodelavci so v študiji iz leta 2017 predlagali spodnji kladogram, po katerem južnoameriški rodovi Angaturama, Irritator in Oxalaia spadajo med poddružini Baronychinae in Spinosaurinae. To hkrati nakazuje, da morda poddružina Baryonychinae ni monofiletska, kot se je poprej predvidevalo.
|  | Angaturama                                              |
|  |                                                         |
|  | \| \| Oxalaia \| \| \| \| \| \| Spinosaurus \| \| \| \| |
|  |                                                         |
|  | Oxalaia                                                 |
|  |                                                         |
|  | Spinosaurus                                             |
|  |                                                         |

|  | Oxalaia     |
|  |             |
|  | Spinosaurus |
|  |             |

|  | Angaturama                                              |
|  |                                                         |
|  | \| \| Oxalaia \| \| \| \| \| \| Spinosaurus \| \| \| \| |
|  |                                                         |
|  | Oxalaia                                                 |
|  |                                                         |
|  | Spinosaurus                                             |
|  |                                                         |

|  | Oxalaia     |
|  |             |
|  | Spinosaurus |
|  |             |

Spodnji kladogram je rezultat raziskav Ardena in sodelavcev iz leta 2018, ki so poimenovali klad Spinosaurini in ga definirali kot vse spinozavride bližje vrsti Spinosaurus aegyptiacus (namesto vrstama Irritator challengeri ali Oxalaia quilombensis). Po tem kladogramu v monofiletsko skupino Spinosaurini spadata tudi vrsti Siamosaurus suteethorni in Icthyovenator laosensis.
|  | Baryonyx walkeri      |
|  |                       |
|  | Suchomimus tenerensis |
|  |                       |

|              | Irritator challengeri |
|              | |
|              | Oxalaia quilombensis |
|              | |
| Spinosaurini | \| \| takson Gara Samani \| \| \| \| \| \| Sigilmassasaurus brevicollis \| \| \| \| \| \| Spinosaurus aegyptiacus \| \| \| \| |
|              | \| \| takson Gara Samani \| \| \| \| \| \| Sigilmassasaurus brevicollis \| \| \| \| \| \| Spinosaurus aegyptiacus \| \| \| \| |
|              | takson Gara Samani |
|              | |
|              | Sigilmassasaurus brevicollis                                                                                                  |
|              | |
|              | Spinosaurus aegyptiacus |
|              | |

|  | takson Gara Samani           |
|  |                              |
|  | Sigilmassasaurus brevicollis |
|  |                              |
|  | Spinosaurus aegyptiacus      |
|  |                              |

|              | Irritator challengeri |
|              | |
|              | Oxalaia quilombensis |
|              | |
| Spinosaurini | \| \| takson Gara Samani \| \| \| \| \| \| Sigilmassasaurus brevicollis \| \| \| \| \| \| Spinosaurus aegyptiacus \| \| \| \| |
|              | \| \| takson Gara Samani \| \| \| \| \| \| Sigilmassasaurus brevicollis \| \| \| \| \| \| Spinosaurus aegyptiacus \| \| \| \| |
|              | takson Gara Samani |
|              | |
|              | Sigilmassasaurus brevicollis                                                                                                  |
|              | |
|              | Spinosaurus aegyptiacus |
|              | |

|  | takson Gara Samani           |
|  |                              |
|  | Sigilmassasaurus brevicollis |
|  |                              |
|  | Spinosaurus aegyptiacus      |
|  |                              |

|              | Irritator challengeri |
|              | |
|              | Oxalaia quilombensis |
|              | |
| Spinosaurini | \| \| takson Gara Samani \| \| \| \| \| \| Sigilmassasaurus brevicollis \| \| \| \| \| \| Spinosaurus aegyptiacus \| \| \| \| |
|              | \| \| takson Gara Samani \| \| \| \| \| \| Sigilmassasaurus brevicollis \| \| \| \| \| \| Spinosaurus aegyptiacus \| \| \| \| |
|              | takson Gara Samani |
|              | |
|              | Sigilmassasaurus brevicollis                                                                                                  |
|              | |
|              | Spinosaurus aegyptiacus |
|              | |

|  | takson Gara Samani           |
|  |                              |
|  | Sigilmassasaurus brevicollis |
|  |                              |
|  | Spinosaurus aegyptiacus      |
|  |                              |

|              | Irritator challengeri |
|              | |
|              | Oxalaia quilombensis |
|              | |
| Spinosaurini | \| \| takson Gara Samani \| \| \| \| \| \| Sigilmassasaurus brevicollis \| \| \| \| \| \| Spinosaurus aegyptiacus \| \| \| \| |
|              | \| \| takson Gara Samani \| \| \| \| \| \| Sigilmassasaurus brevicollis \| \| \| \| \| \| Spinosaurus aegyptiacus \| \| \| \| |
|              | takson Gara Samani |
|              | |
|              | Sigilmassasaurus brevicollis                                                                                                  |
|              | |
|              | Spinosaurus aegyptiacus |
|              | |

|  | takson Gara Samani           |
|  |                              |
|  | Sigilmassasaurus brevicollis |
|  |                              |
|  | Spinosaurus aegyptiacus      |
|  |                              |

|              | Irritator challengeri |
|              | |
|              | Oxalaia quilombensis |
|              | |
| Spinosaurini | \| \| takson Gara Samani \| \| \| \| \| \| Sigilmassasaurus brevicollis \| \| \| \| \| \| Spinosaurus aegyptiacus \| \| \| \| |
|              | \| \| takson Gara Samani \| \| \| \| \| \| Sigilmassasaurus brevicollis \| \| \| \| \| \| Spinosaurus aegyptiacus \| \| \| \| |
|              | takson Gara Samani |
|              | |
|              | Sigilmassasaurus brevicollis                                                                                                  |
|              | |
|              | Spinosaurus aegyptiacus |
|              | |

|  | takson Gara Samani           |
|  |                              |
|  | Sigilmassasaurus brevicollis |
|  |                              |
|  | Spinosaurus aegyptiacus      |
|  |                              |

|              | Irritator challengeri |
|              | |
|              | Oxalaia quilombensis |
|              | |
| Spinosaurini | \| \| takson Gara Samani \| \| \| \| \| \| Sigilmassasaurus brevicollis \| \| \| \| \| \| Spinosaurus aegyptiacus \| \| \| \| |
|              | \| \| takson Gara Samani \| \| \| \| \| \| Sigilmassasaurus brevicollis \| \| \| \| \| \| Spinosaurus aegyptiacus \| \| \| \| |
|              | takson Gara Samani |
|              | |
|              | Sigilmassasaurus brevicollis                                                                                                  |
|              | |
|              | Spinosaurus aegyptiacus |
|              | |

|  | takson Gara Samani           |
|  |                              |
|  | Sigilmassasaurus brevicollis |
|  |                              |
|  | Spinosaurus aegyptiacus      |
|  |                              |

|              | Irritator challengeri |
|              | |
|              | Oxalaia quilombensis |
|              | |
| Spinosaurini | \| \| takson Gara Samani \| \| \| \| \| \| Sigilmassasaurus brevicollis \| \| \| \| \| \| Spinosaurus aegyptiacus \| \| \| \| |
|              | \| \| takson Gara Samani \| \| \| \| \| \| Sigilmassasaurus brevicollis \| \| \| \| \| \| Spinosaurus aegyptiacus \| \| \| \| |
|              | takson Gara Samani |
|              | |
|              | Sigilmassasaurus brevicollis                                                                                                  |
|              | |
|              | Spinosaurus aegyptiacus |
|              | |

|  | takson Gara Samani           |
|  |                              |
|  | Sigilmassasaurus brevicollis |
|  |                              |
|  | Spinosaurus aegyptiacus      |
|  |                              |

|              | Irritator challengeri |
|              | |
|              | Oxalaia quilombensis |
|              | |
| Spinosaurini | \| \| takson Gara Samani \| \| \| \| \| \| Sigilmassasaurus brevicollis \| \| \| \| \| \| Spinosaurus aegyptiacus \| \| \| \| |
|              | \| \| takson Gara Samani \| \| \| \| \| \| Sigilmassasaurus brevicollis \| \| \| \| \| \| Spinosaurus aegyptiacus \| \| \| \| |
|              | takson Gara Samani |
|              | |
|              | Sigilmassasaurus brevicollis                                                                                                  |
|              | |
|              | Spinosaurus aegyptiacus |
|              | |

|  | takson Gara Samani           |
|  |                              |
|  | Sigilmassasaurus brevicollis |
|  |                              |
|  | Spinosaurus aegyptiacus      |
|  |                              |

|  | Baryonyx walkeri      |
|  |                       |
|  | Suchomimus tenerensis |
|  |                       |

|              | Irritator challengeri |
|              | |
|              | Oxalaia quilombensis |
|              | |
| Spinosaurini | \| \| takson Gara Samani \| \| \| \| \| \| Sigilmassasaurus brevicollis \| \| \| \| \| \| Spinosaurus aegyptiacus \| \| \| \| |
|              | \| \| takson Gara Samani \| \| \| \| \| \| Sigilmassasaurus brevicollis \| \| \| \| \| \| Spinosaurus aegyptiacus \| \| \| \| |
|              | takson Gara Samani |
|              | |
|              | Sigilmassasaurus brevicollis                                                                                                  |
|              | |
|              | Spinosaurus aegyptiacus |
|              | |

|  | takson Gara Samani           |
|  |                              |
|  | Sigilmassasaurus brevicollis |
|  |                              |
|  | Spinosaurus aegyptiacus      |
|  |                              |

|              | Irritator challengeri |
|              | |
|              | Oxalaia quilombensis |
|              | |
| Spinosaurini | \| \| takson Gara Samani \| \| \| \| \| \| Sigilmassasaurus brevicollis \| \| \| \| \| \| Spinosaurus aegyptiacus \| \| \| \| |
|              | \| \| takson Gara Samani \| \| \| \| \| \| Sigilmassasaurus brevicollis \| \| \| \| \| \| Spinosaurus aegyptiacus \| \| \| \| |
|              | takson Gara Samani |
|              | |
|              | Sigilmassasaurus brevicollis                                                                                                  |
|              | |
|              | Spinosaurus aegyptiacus |
|              | |

|  | takson Gara Samani           |
|  |                              |
|  | Sigilmassasaurus brevicollis |
|  |                              |
|  | Spinosaurus aegyptiacus      |
|  |                              |

|              | Irritator challengeri |
|              | |
|              | Oxalaia quilombensis |
|              | |
| Spinosaurini | \| \| takson Gara Samani \| \| \| \| \| \| Sigilmassasaurus brevicollis \| \| \| \| \| \| Spinosaurus aegyptiacus \| \| \| \| |
|              | \| \| takson Gara Samani \| \| \| \| \| \| Sigilmassasaurus brevicollis \| \| \| \| \| \| Spinosaurus aegyptiacus \| \| \| \| |
|              | takson Gara Samani |
|              | |
|              | Sigilmassasaurus brevicollis                                                                                                  |
|              | |
|              | Spinosaurus aegyptiacus |
|              | |

|  | takson Gara Samani           |
|  |                              |
|  | Sigilmassasaurus brevicollis |
|  |                              |
|  | Spinosaurus aegyptiacus      |
|  |                              |

|              | Irritator challengeri |
|              | |
|              | Oxalaia quilombensis |
|              | |
| Spinosaurini | \| \| takson Gara Samani \| \| \| \| \| \| Sigilmassasaurus brevicollis \| \| \| \| \| \| Spinosaurus aegyptiacus \| \| \| \| |
|              | \| \| takson Gara Samani \| \| \| \| \| \| Sigilmassasaurus brevicollis \| \| \| \| \| \| Spinosaurus aegyptiacus \| \| \| \| |
|              | takson Gara Samani |
|              | |
|              | Sigilmassasaurus brevicollis                                                                                                  |
|              | |
|              | Spinosaurus aegyptiacus |
|              | |

|  | takson Gara Samani           |
|  |                              |
|  | Sigilmassasaurus brevicollis |
|  |                              |
|  | Spinosaurus aegyptiacus      |
|  |                              |

|              | Irritator challengeri |
|              | |
|              | Oxalaia quilombensis |
|              | |
| Spinosaurini | \| \| takson Gara Samani \| \| \| \| \| \| Sigilmassasaurus brevicollis \| \| \| \| \| \| Spinosaurus aegyptiacus \| \| \| \| |
|              | \| \| takson Gara Samani \| \| \| \| \| \| Sigilmassasaurus brevicollis \| \| \| \| \| \| Spinosaurus aegyptiacus \| \| \| \| |
|              | takson Gara Samani |
|              | |
|              | Sigilmassasaurus brevicollis                                                                                                  |
|              | |
|              | Spinosaurus aegyptiacus |
|              | |

|  | takson Gara Samani           |
|  |                              |
|  | Sigilmassasaurus brevicollis |
|  |                              |
|  | Spinosaurus aegyptiacus      |
|  |                              |

|              | Irritator challengeri |
|              | |
|              | Oxalaia quilombensis |
|              | |
| Spinosaurini | \| \| takson Gara Samani \| \| \| \| \| \| Sigilmassasaurus brevicollis \| \| \| \| \| \| Spinosaurus aegyptiacus \| \| \| \| |
|              | \| \| takson Gara Samani \| \| \| \| \| \| Sigilmassasaurus brevicollis \| \| \| \| \| \| Spinosaurus aegyptiacus \| \| \| \| |
|              | takson Gara Samani |
|              | |
|              | Sigilmassasaurus brevicollis                                                                                                  |
|              | |
|              | Spinosaurus aegyptiacus |
|              | |

|  | takson Gara Samani           |
|  |                              |
|  | Sigilmassasaurus brevicollis |
|  |                              |
|  | Spinosaurus aegyptiacus      |
|  |                              |

|              | Irritator challengeri |
|              | |
|              | Oxalaia quilombensis |
|              | |
| Spinosaurini | \| \| takson Gara Samani \| \| \| \| \| \| Sigilmassasaurus brevicollis \| \| \| \| \| \| Spinosaurus aegyptiacus \| \| \| \| |
|              | \| \| takson Gara Samani \| \| \| \| \| \| Sigilmassasaurus brevicollis \| \| \| \| \| \| Spinosaurus aegyptiacus \| \| \| \| |
|              | takson Gara Samani |
|              | |
|              | Sigilmassasaurus brevicollis                                                                                                  |
|              | |
|              | Spinosaurus aegyptiacus |
|              | |

|  | takson Gara Samani           |
|  |                              |
|  | Sigilmassasaurus brevicollis |
|  |                              |
|  | Spinosaurus aegyptiacus      |
|  |                              |

|              | Irritator challengeri |
|              | |
|              | Oxalaia quilombensis |
|              | |
| Spinosaurini | \| \| takson Gara Samani \| \| \| \| \| \| Sigilmassasaurus brevicollis \| \| \| \| \| \| Spinosaurus aegyptiacus \| \| \| \| |
|              | \| \| takson Gara Samani \| \| \| \| \| \| Sigilmassasaurus brevicollis \| \| \| \| \| \| Spinosaurus aegyptiacus \| \| \| \| |
|              | takson Gara Samani |
|              | |
|              | Sigilmassasaurus brevicollis                                                                                                  |
|              | |
|              | Spinosaurus aegyptiacus |
|              | |

|  | takson Gara Samani           |
|  |                              |
|  | Sigilmassasaurus brevicollis |
|  |                              |
|  | Spinosaurus aegyptiacus      |
|  |                              |

## Paleobiologija

### Funkcija jadra
Funkcija dinozavrovega jadra ni popolnoma jasna, obstaja pa več različnih hipotez. Po eni izmed njih naj bi ta struktura služila uravnavanju telesne temperature, saj je imela veliko površino in bi prepletena s številnimi žilami lahko učinkovito absorbirala toploto. Ta razlaga predvideva, da je bila žival le delno homeotermna in je živela v habitatih, kjer so se ponoči temperature precej znižale. Hkrati je možno, da je jadro namesto absorpcije toplote služilo njenemu oddajanju v okolje in tako skrbelo, da se spinozaver ob prevelikih naporih in visokih temperaturah ni pregrel, kar je pogosta težava velikih sesalcev v toplejših podnebjih.
Po alternativni hipotezi, ki jo je leta 1997 postavil paleontolog Jack Bowman Bailey, naj bi imel spinozaver veliko grbo, polno maščobnega tkiva, ki je delovala kot zaloga energije in izolacijska pregrada. Obenem naj bi hodil po štirih nogah namesto po dveh. Slednja hipoteza danes ne velja več in večinsko mnenje strokovnjakov je prisotnost hrbtnega jadra.
Veliko paleontologov meni, da je jadro služilo tudi kot struktura za razkazovanje samcev pred samicami. Ta taktika je namreč prisotna pri več živalskih vrstah, še v posebno veliki meri pa se pojavlja pri pticah. Zagovornik te hipoteze, Stromer, je hkrati predlagal, da se samci in samice razlikujejo po dolžini hrbtnih vretenc in tako izkazujejo vidno spolno dvoličnost.
Gimsa in sodelavci so v raziskavi iz leta 2015 spinozavrovo hrbtno jadro primerjali s hrbtno plavutjo pri ribah mečaricah, kjer ta služi hidrodinamičnim namenom. Po predvidevanjih tega znanstvenega članka naj bi morfološke značilnosti spinozavrovega okostja kazale na način lova, ki se v podobni obliki pojavlja pri mečaricah. Jadro bi tako poleg olajševanja plavanja služilo tudi zganjanju plena, z udarci vzdolžno podaljšanega repa in vratu pa bi spinozaver plen omamil, morda pa tudi poškodoval ali ubil.

### Pojav jadra med plazilci
Spinozaver ni prvi plazilec, pri katerem se je pojavila struktura iz povezanih in podaljšanih hrbtnih vretenc. Fosilne ostanke, ki nakazujejo na posedovanje jadra, so našli že pri rodovih edafozaver (Edaphosaurus) in dimetrodon (Dimetrodon), ki sta živela v obdobju paleozoika in spadata med sinapside, sesalcem podobne plazilce. Nekoliko debelejša podaljšana hrbtna vretenca je imel rastlinojedi igvanodont Ouranosaurus, ki je sicer živel nekaj milijonov let pred spinozavrom, a je prebival v podobnem habitatnem tipu, iz česar nekateri strokovnjaki sklepajo, da je jadro rezultat konvergentnega evolucijskega razvoja, ki so ga sprožili podobni okoljski dejavniki.

### Premikanje in drža
Danes se modele spinozavra vselej prikazuje v značilni pokončni dvonožni drži teropodov, čeprav obstajajo utemeljeni dvomi na podlagi fosilnih ostankov, ki kažejo drugače. Že kmalu po odkritju prvih fosilnih ostankov tega dinozavra se je predvidevalo, da je bil tetrapod, tako kot po izgledu precej podobni dimetrodon, za katerega je sicer danes znano, da spada med sinapside (sesalcem podobne plazilce) in ne dinozavre. Nekaj let kasneje je odkritje spinozavrovega sorodnika iz rodu Baryonyx povzročilo, da so fosilne ostanke znova preučili in sklenili, da je bil zgolj občasen tetrapod. Velik vpliv na hipotezo o štirinožni hoji je imel paleontolog Bailey, ki je hkrati zagovarjal prisotnost velike maščobne grbe in ne hrbtnega jadra.
Tudi v enaindvajsetem stoletju se razprava o spinozavrovi drži še nadaljuje, saj so leta 2014 Ibrahim in sodelavci opisali nove fosilne ostanke ter v svoji študiji predlagali, da je težišče tega teropoda pomaknjeno nekoliko naprej in je bil zatorej dinozaver slabo prilagojen izključno dvonožni hoji ter je najverjetneje po kopnem hodil s štirimi nogami. Paleontolog John Hutchinson o tej hipotezi dvomi, saj so se Ibrahim in sodelavci pri raziskovanju posluževali novih fosilnih ostankov, ki naj bi bili varljivi. Hkrati je kritiko izrazil Scott Hartman, ki trdi, da naj bi bile kosti nog in bokov napačno izmerjene in zato ne ustrezajo prej objavljenim podatkom. Študija iz leta 2018 je pokazala, da je bil spinozaver najverjetneje zmožen dvonožne hoje, težišče pa naj bi bilo precej nižje bokom, kot to predvideva Ibrahim. Razprava o spinozavrovi drži še vedno poteka, saj so obema predvidevanjema nasproti postavljeni utemeljeni protiargumenti.

### Prehrana
Za zdaj ni povsem jasno, ali je bil spinozaver predvsem kopenski plenilec ali pa se je večinsko prehranjeval z ribami. Na slednje nakazuje njegova morfologija; podolgovata lobanja, visoko dvignjene nosnice in zobje stožčaste oblike. Hipotezo, da so pripadniki družine spinozavridov ribojedi (ihtiofagi ali piskivori), sta predlagala paleontologa A. J. Charig in A. C. Milner, ki sta se ukvarjala z rodom Baryonyx. V znanstvenem članku sta to domnevo podprla z anatomsko podobnostjo dinozavra in krokodilov, hkrati so bile skupaj s fosilnimi ostanki najdene tudi ribje luske z vidnimi znaki delovanja želodčne kisline. Pokazatelj plenjenja na kopnem so kosti mladega igvanodona in kosti nedoločene vrste pterozavra, ki sta bila prav tako najdena s fosilnimi ostanki teropoda rodu Baryonyx. Nasprotno naj bi spinozaver živel podobno kot moderni grizliji; prevladujoč delež plena so predstavljale ribe, občasno se je hranil z mrhovino ali manjšim plenom. V sušni dobi se je morda prehranjeval s pterozavri. V študiji iz leta 2009 so Dal Sasso in sodelavci izvedli rentgensko slikanje spinozavrove lobanje ter zaključili, da naj bi ta imel na gobcu posebne receptorje, s katerimi je lahko zaznaval plen.

### Ontogenija
Predvideva se, da so spinozavri, tako kot ostale vrste dinozavrov, legli jajca, ki so bila podobna ptičjim (z razmeroma trdno lupino in suho zunanjo površino), a precej večja. Najverjetneje jajc niso valili, ker so bili pretežki in bi jih s svojo težo poškodovali. Morebiti pa so svoja gnezda prekrivali z rastlinskim materialom. Mladiči spinozavra naj bi prilagoditve na deloma vodni način življenja pridobili že v zgodnji fazi svojega razvoja. Trenutno najmanjši najden fosil, ki pripada spinozavru, meri 1,78 metra in je na pogled podoben odraslemu osebku, a je veliko manjši.

## Paleoekologija
O spinozavrovemu habitatu se trenutno pojavlja še veliko vprašanj; zagotovo je naseljeval velik del današnje Severne Afrike. Najdišča, kjer so bili fosilni ostanki tega teropoda najdeni, so stara od 112 do 93,5 milijonov let, nekaj potencialnih fosilov pa izvira od drugod.
Spinozavri, ki so živeli na območju današnjega Egipta, so najverjetneje naseljevali obrobja vlažnih močvirskih gozdov, v katerih so prevladovale mangrove. Tam so bili najdeni tudi fosilni ostanki rodov velikih mesojedov, Bahariasaurus in Carcharodontosaurus, rodova zavropodov, Paralititan in Aegyptosaurus, več vrst krokodilov, kostnic, hrustančnic, želv, kuščarjev in pleziozavrov.

## V popularni kulturi
Večjo prepoznavnost javnosti je spinozaver pridobil leta 2001 po izidu filma Jurski park 3, ko se je pojavil v vlogi glavnega antagonista. Ustvarjalci so si namreč v filmu želeli prikazati plenilca, ki bi lahko premagal tiranozavra in je posledično nastala slavna scena, ki prikazuje spopad med dvema teropodoma in v kateri zmaga spinozaver.
V sodobnem času postaja hobi zbiranja fosilov vedno bolj dostopen in popularen, saj so bili mnogi fosilni ostanki najdeni v velikih količinah in se tako ne uporabljajo več zgolj za preučevanje in hranjenje v muzejih, temveč so naprodaj zbiralcem. Med množico avtentičnih fosilov, ki se prodajajo tudi po precej nizkih cenah, je določen delež ostankov dinozavrov. V mnogih najdiščih so bili najdeni spinozavrovi zobje, kar jih uvršča med ene izmed najbolj popularnih in cenovno dostopnih začetnih fosilov vsakega zbiratelja. Nasprotno je bilo do sedaj najdenih le malo ostankov kosti tega dinozavra.